# 9월

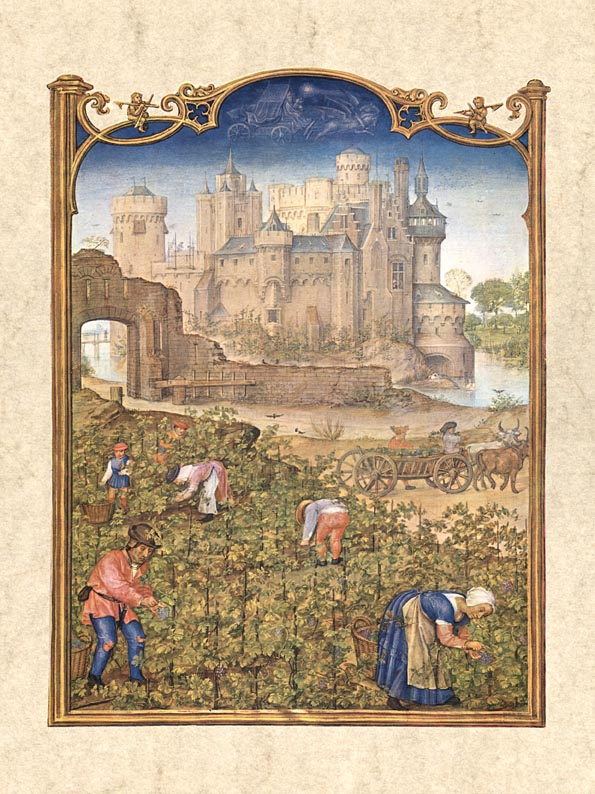

9월(九月, September)은 그레고리력에서 한 해의 아홉 번째 달이며, 30일까지 있다. 한국, 중국, 일본, 미국 등 북반구의 나라들은 가을이 되며, 오스트레일리아, 뉴질랜드와 같은 남반구는 봄이 된다. 이 달과 그 해의 12월은 항상 같은 요일로 시작한다. 또한, 다음 해가 윤년인 경우에는 다음 해 3월, 11월과 같은 요일로 시작하며, 다음 해가 평년이면 다음해 6월과 같은 요일이 된다.
400년 동안 이 달은 화요일, 목요일, 토요일에 58번, 일요일과 월요일에 57번, 수요일과 금요일에는 56번 시작한다.
단, 첫 주 평일은 1일, 2일, 3일이며, 마지막 주 평일은 28일, 29일, 30일이다.
한중일월 4국의 공휴일이 모두 있을 가능성이
높은 달로 일본과 베트남, 북한은 건국 이래 9월에 공휴일이 최소 하나는 무조건 있으며 대한민국에서 9월의 공휴일은 추석이 9월 내에 들거나 늦어도 10월 1일이 추석 당일이어야만 있으나 추석이 9월에 들 확률이 10월에 들 확률보다 높기 때문에 9월에 공휴일이 있을 확률은 높은 편이다. 중화인민공화국도 이와 같다.
미국에서는 이 달에 새 학기를 시작한다.
음력 7월과 음력 8월이 이 달에 있으며 9월에는 음력 7월 15~16일, 8월 15~16일에 보름달을 관측할 수 있다. 윤달일 경우는 윤7월 (추분 이전) 윤8월 (추분 이후)이 양력 9월에 있다.

## 유래
9월을 뜻하는 영어 단어 September는 seven(7)을 의미하는 라틴어 'septem'에서 유래하였다.

## 행사
- 음력 8월 15일은 추석이다.[3]
- 러시아 등의 유럽 국가와 미국, 캐나다에서는 새학년의 새학기가 시작된다.[4]
- 대한민국에서는 이 달에 초 · 중 · 고등학교의 2학기가 시작된다. (1945년에서 1950년대 초까지는 9월에 새학년이 시작되었다.)
- 현재 대한민국의 일부 대학들은 미국처럼 9월 학기제를 시행한다.
- 에티오피아의 새해 첫날은 양력으로 환산할 경우 9월 11~13일 사이에 온다.

## 9월과 스포츠
- 일부 축구 리그는 9월에 시즌이 시작된다.
- KBO 리그는 9월부터 주말 낮경기를 재개한다.

## 국경일 및 법정기념일
- 9월 7일 - 사회복지의 날, 푸른 하늘의 날
- 9월 16일 - 세계 오존층 보호의 날, 청년의 날
- 9월 10일 - 세계 자살예방의 날, 해양경찰의 날
- 9월 18일 - 철도의 날 - 2018년 부터 6월 28일로 날짜 변경.
- 9월 27일 - 관광의 날
- 9월 30일 - 개인정보 보호의 날

## 세계 각국의 휴일
- 우즈베키스탄 - 독립기념일 (9월 1일)
- 베트남 - 독립기념일 (9월 2일)
- 카타르 - 독립기념일 (9월 3일)
- 에스와티니 - 독립기념일 (9월 6일)
- 리투아니아 - 독립기념일 (9월 6일)
- 브라질 - 독립기념일 (9월 7일)
- 북마케도니아 - 독립기념일 (9월 8일)
- 북한 - 인민정권 창건일 (9월 9일)
- 타지키스탄 - 독립기념일 (9월 9일)
- 미국의  캘리포니아주 - 연방가입일 (9월 9일)
- 미국 - 레이버 데이 (9월 첫째 주 월요일)
- 캐나다 - 레이버 데이 (9월 첫째 주 월요일)
- 에티오피아 - 에티오피아 신년 (9월 11일)
- 코스타리카 - 독립기념일 (9월 15일)
- 엘살바도르 - 독립기념일 (9월 15일)
- 온두라스 - 독립기념일 (9월 15일)
- 과테말라 - 독립기념일 (9월 15일)
- 멕시코 - 독립기념일 (9월 16일)
- 파푸아뉴기니 - 독립기념일 (9월 16일)
- 칠레 - 국경일 (9월 18일), 육군의 날 (9월 19일) - 국경일이 화요일이면 9월 17일, 육군의 날이 목요일이면 9월 20일 추가 휴무
- 세인트키츠 네비스 - 독립기념일 (9월 19일)
- 일본 - 경로의 날 (9월 셋째 주 월요일)
- 아르메니아 - 독립기념일 (9월 21일)
- 벨리즈 - 독립기념일 (9월 21일)
- 몰타 - 독립기념일 (9월 21일)
- 불가리아 - 독립기념일 (9월 22일)
- 말리 - 독립기념일 (9월 22일)
- 일본 - 추분 (9월 23일)
- 사우디아라비아 - 사우디 국가기념일 (9월 23일)
- 기니비사우 - 독립기념일 (9월 24일)
- 체코 - 주권의 날 (9월 28일)
- 보츠와나 - 독립기념일 (9월 30일)
- 이스라엘 - 로쉬 하샤나 (유대력 1월 1일, 보통 9월에 있다.)

## 절기
- 백로: 9월 7일 또는 9월 8일.
- 추분: 9월 22일 또는 9월 23일.